# Pajor Emília
Vindornyalaki és hertelendi Pajor Emilia, született: Pajor Emília Katalin Eleonóra, névváltozat: Emma (Pest, 1850. február 21. – Szentendre, 1940. május 29.) operett és népszínmű énekesnő (szoprán). Előbb Csatár Győző, majd Szathmáry Károly felesége.

## Életútja
Előkelő, régi nemesi családból származott, apja Pajor Ferenc ügyvéd, anyja Hertelendy Eliza. 1850. február 23-án keresztelték a pest-belvárosi plébániatemplomban. Már mint gyermek rajongott a színházért; azonban családja nem akarta engedni, hogy színésznő legyen, mire Deák Ferenc, a haza bölcse, Pajor Emília nagybátyja azt mondta: »A színészeket nem szabad lebecsülni. A magyar nyelv apostolai ők és csak büszke lehet a familía, ha egyik tagja tehetségét ezen a pályán állítja a nemzet szolgálatába. Az emberek között nincs különbség«. És kézenfogta őt és beíratta a színitanodába. 1869—1870-ben a színitanoda elsőéves növendéke volt, ahol Stoll Péter énekmestertől tanult. Közben anyja megtiltotta, hogy továbbtanuljon, ennek ellenére azonban mégis megmaradt a színészetnél. 
1871-ben Szegedi Mihályhoz szerződött Nyitrára, ahol a Csikós Rózsi szerepében volt első fellépése. Ezután Krecsányi Ignác szerződtette Kecskemétre; itt mint operett- és népszínmű-énekesnő a legelismertebb művésznők közé emelkedett. Sokáig volt dédelgetett kedvence a kolozsvári Nemzeti Színháznak. Működött még: Miskolc, Kassa, Sopron, Pozsony, Temesvár, Győr, Arad, Debrecen, Kolozsvár, Szeged, Nagyvárad stb. városában, továbbá a Budai Színkörben (12 évig, többek közt itt játszotta Az eleven ördög címszerepét), majd Feld Zsigmondnál és a Népszínházban, mint vendég. (1880. december 9-től, a Piros bugyelláris Zsófi szerepében.) 
Az első magyar operettet ő vitte sikerre, 1884-ben Konti József: Eleven ördögében a címszerepet játszotta a Budai Színkörben. 1898-ban Lippán Szathmáry Károllyal fűszerkereskedést üzemeltettek.1900-ban nyugalomba vonult. 
Amikor 1920. november 5-én Sopronban a Cigánybáró Ciprájában megülte 50 éves jubileumát, az ország minden részéből elárasztották a szeretet és megbecsülés jelével. Korábban Blaha Lujza mellett az ország legnagyobb énekes színésznője volt, aki művészi eredményein kívül azzal is megbecsülést szerzett nevének, hogy a magyarosítás terén végzett igen nagy munkát. 1940. május 29-én hunyt el öngyilkosság következtében, felakasztotta magát.
Gyermekei:
- Pajor Róza (Pest, 1872. május 19. – 1938 után) férjezett Reizenberger Gusztávné,[5] színésznő, szentendrei polgári iskolai tanárnő,[6][7] akinek keresztszülei Jókai Mór és Laborfalvi Róza voltak.[8]
- Csatár András (másként Csatár Andor, Nyíregyháza, 1874. szeptember 21.[9] – ?) okleveles gyógyszerész, neje Vargha Margit.[10]
- Csatár Győző (?, 1876 – Eperjes, 1876. május 21.)[11]